# Малакантовые
Малакантовые (лат. Malacanthidae) — семейство морских лучепёрых рыб отряда окунеобразных (Perciformes). Морские придонные рыбы. Распространены в тропических и умеренных водах всех океанов. Представители одного вида (Malacanthus latovittatus) встречаются как в морской, так и в солоноватой воде. Максимальная длина тела представителей разных видов варьирует от 13 см (Hoplolatilus luteus) до 125 см (Lopholatilus chamaeleonticeps).

## Описание
На предкрышке один тупой или острый шип. Лучей жаберной перепонки 6. Спинной плавник длинный, колючая и мягкая части не разделены выемкой. В анальном плавнике одна или две слабые колючки и большое число мягких лучей. В брюшных плавниках один колючий и 5 мягких лучей. Хвостовой плавник усеченный, с двойной выемкой, выемчатый или раздвоенный. Позвонков 24, 25 или 27.
У личинок голова неправильной формы, голова и чешуя с удлинёнными и зазубренными шипиками.

## Классификация
В составе семейства выделяют два подсемейства, 5 родов с 45 видами:
Подсемейство Latilinae Gill, 1862 — Латилины
Голова округлая или почти квадратная. Есть гребень на верхней части головы. На предкрышке шип не увеличен. В спинном плавнике 6—10 колючих и 14—27 мягких лучей. В анальном плавнике 11—26 мягких лучей. Обитают на глубине от 20 до 600 м. Не строят курганы.
- Branchiostegus Rafinesque, 1815 — Амадаи, или кафельники
- Caulolatilus Gill, 1862 — Кабезоны
- Lopholatilus Goode & Bean, 1879 — Хохлачи

Подсемейство Malacanthinae Poey, 1861 — Малакантины
Голова округлая. Гребня на затылке нет. У некоторых видов есть увеличенный шип на предкрышке. В спинном плавнике 1—4 колючих и 43—60 мягких лучей (у Malacanthus) или 3—10 колючих и 13—34 мягких лучей (у Hoplolatilus). В анальном плавнике 12—55 мягких лучей. Обитают на глубине менее 50 м. Строят норы или насыпи из гравия.
- Hoplolatilus Günther, 1887 — Гоплолатилы
- Malacanthus Cuvier, 1829 — Малаканты

В некоторых классификациях выделяются отдельные семейства Malacanthidae и Latilidae.

## Изображения
| - Branchiostegus japonicus - Caulolatilus cyanops - Hoplolatilus starcki - Lopholatilus chamaeleonticeps |